# Johannes Hirsch
Johannes Hirsch (* 13. August 1861 in Hamburg-Hamm; † 4. Mai 1935 in Hamburg) war ein Drechsler, Hamburger Gewerbevereinsvorsitzender, Politiker der Reichspartei des deutschen Mittelstandes, später der DVP und Hamburger Bausenator.

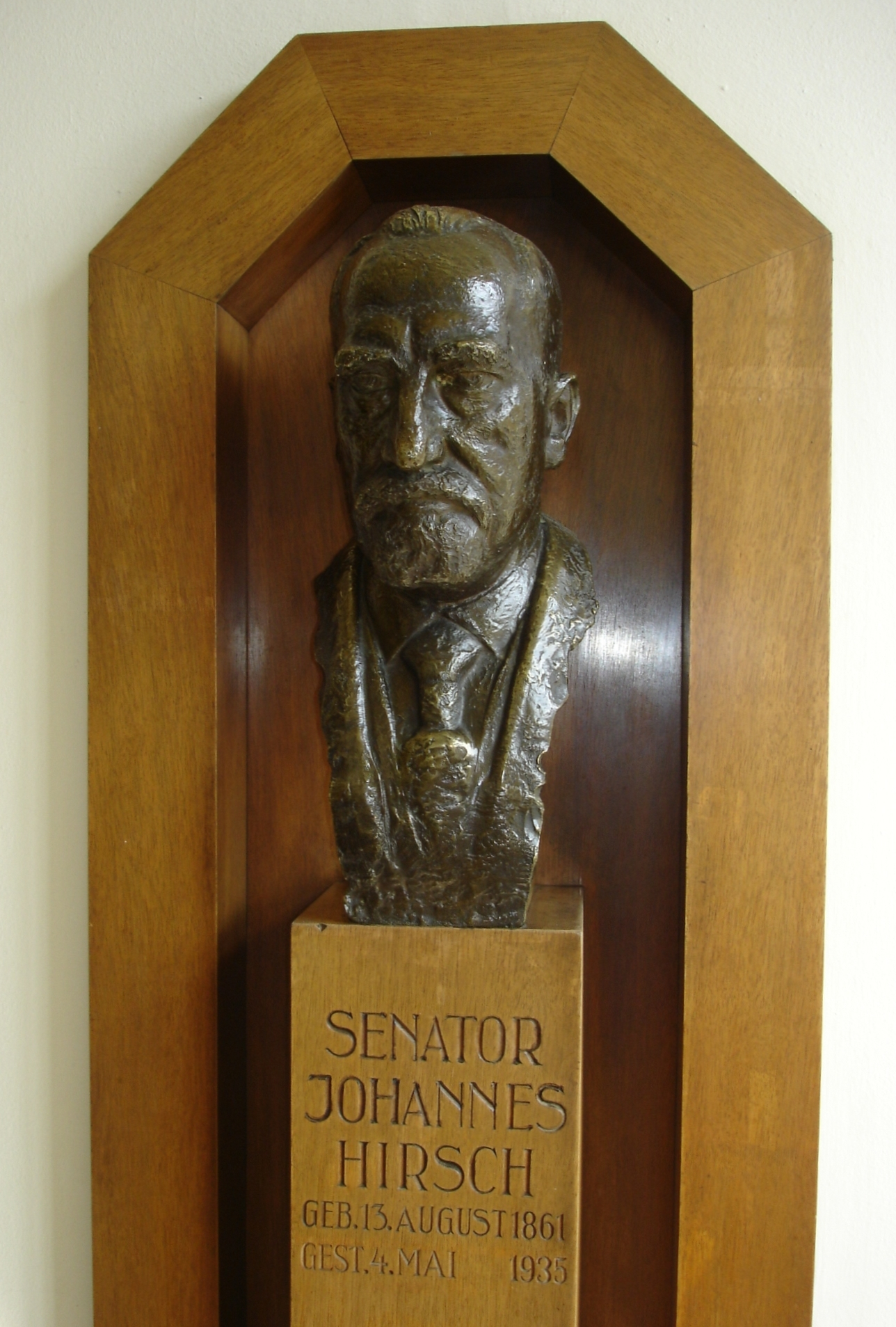
Drechslermeister Johannes Hirsch – Vorsitzender des Hamburger Gewerbevereins (1908–1928) und Senator in Hamburg (1928–1933)

## Leben
Johannes Hirsch wuchs in Hamburg auf. Er besuchte die St. Anschar-Schule. Ab 1875 machte er eine Lehre zum Drechsler im väterlichen Betrieb. Er ging ab 1879 drei Jahre auf Wanderschaft nach Süddeutschland, Österreich und in die Schweiz und kehrte anschließend nach Hamburg zurück, um weiter im väterlichen Betrieb zu arbeiten. Sein Vater Heinrich Hirsch (1825–1912) war überzeugter Baptist. Seit 1892 wurde Johannes Hirsch Teilhaber des väterlichen Betriebes, den er nach und nach übernahm und zu einer modernen und vielseitigen Drechslerei in der Hamburger Altstadt (Brandstwiete 42) ausbaute. Er galt als sehr wortgewandt. 1908 wurde er alleiniger Inhaber. Sein Sohn Henry (* 1899) und später auch sein Schwiegersohn Fritz Knörzer wurden in den Handwerksbetrieb einbezogen.
Er führte in der Werkstatt 1890 die Elektrifizierung ein und reagierte flexibel und kreativ auf die technik- und zeitbedingten Schwankungen in seinem Handwerk. Ein Schwerpunkt war unabhängig von der Konjunktur die Anfertigung guter Schachspiele in Elfenbein, Buchsbaum, Ebenholz und anderer Materialien nach besonderen Entwürfen, u. a. das von Johannes Biernatzky entworfene kunsthandwerklich interessante „Reformschachspiel“. Eine Besonderheit für Hamburg: Seinerzeit wurden die Schiffe für ihre Besatzungen mit Schachspielen ausgestattet – und nach jeder Reise wurde ergänzt, wenn etwas fehlte.
Etwas Besonderes waren auch die aus Elfenbein gefertigten Saugerhütchen für Säuglinge. Zur Zeit der Einführung elektrischer Schwachstromanlagen wurden in der Drechslerei Hirsch Drucktaster, Endknöpfe und Rosetten gefertigt. Für Jäger wurden Geweihe, Gehörne und anderen Jagdtrophäen bearbeitet – zur Anfertigung von Kronleuchtern bis zu Zigarrenspitzen. Nachdem vieles als industrielle Massenproduktion in den neu entstandenen Warenhäusern gekauft werden konnte, war wiederum eine Umstellung in der Drechslerei  erforderlich: Für die rasch wachsende Bautätigkeit wurden Tür- und Fensterbeschläge und Möbelbeschläge in besonders guter Ausführung angeboten u. a. aus Horn, Holz, Kunsthorn und Kunstharz.

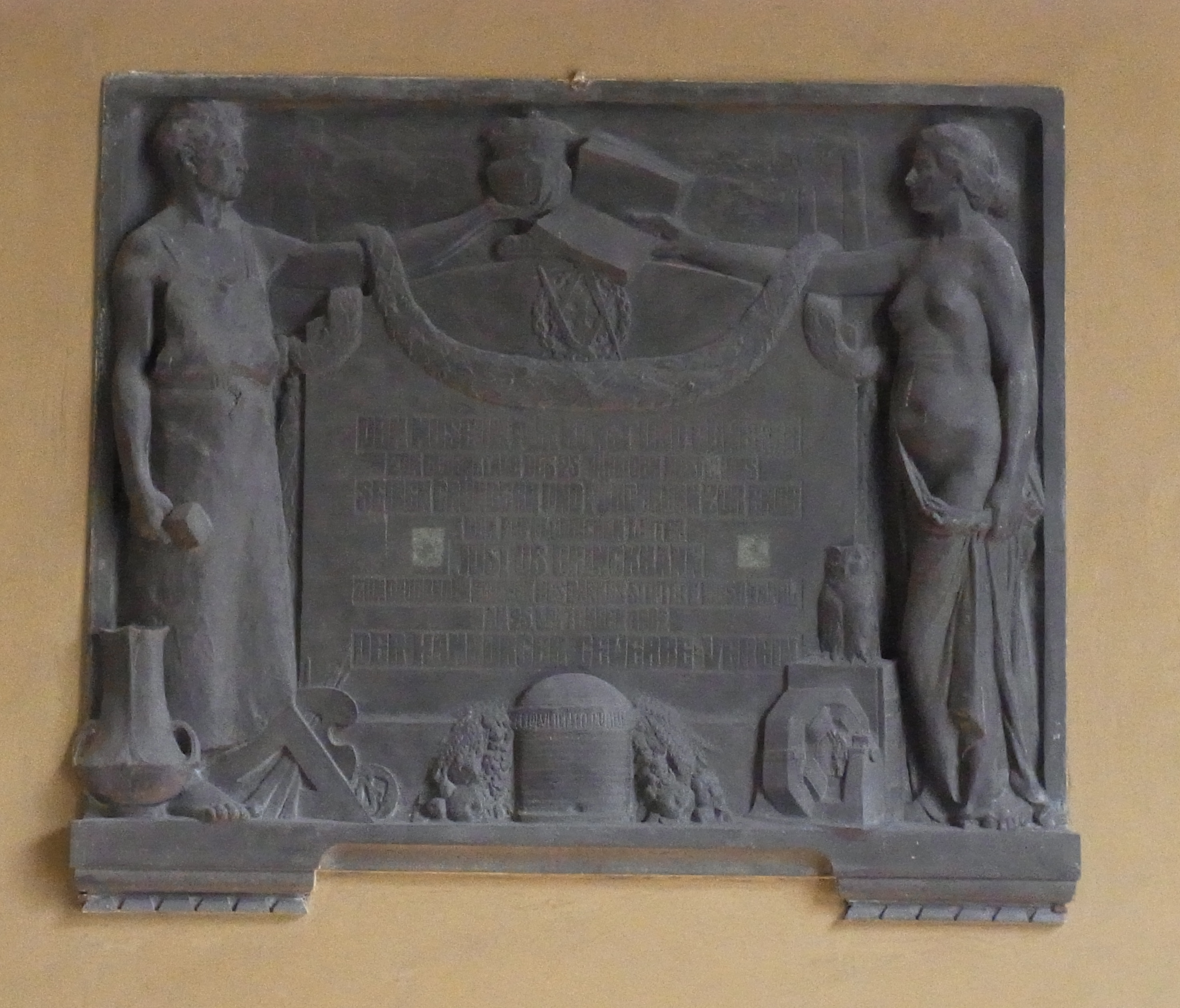
Tafel zum 25-jährigen Bestehen des Museums für Kunst und Gewerbe
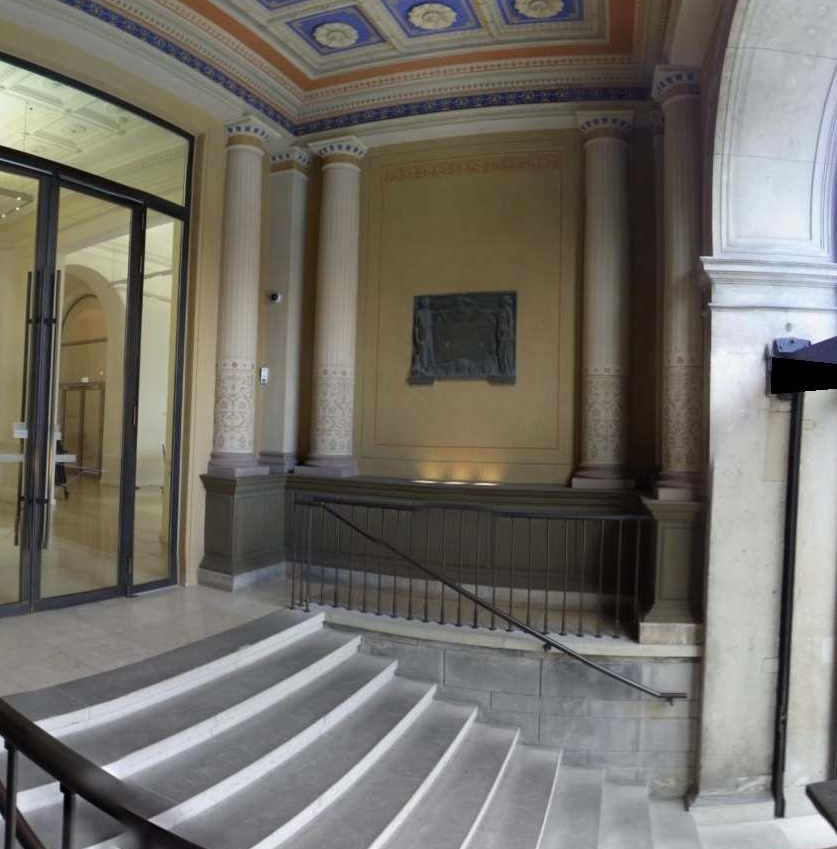
Haupteingang des Museums

Etwa um 1901 wurde er Mitglied im Hamburger Gewerbeverein. Er wurde bald Vorstandsmitglied und ab 1908 (bis 1928) Vorsitzender, als Nachfolger von Theodor Menzel (1840–1915).
Schon als Geselle engagierte sich Hirsch bei der Gründung der Ortskrankenkasse als Arbeitnehmervertreter. Später war er Vertreter der beiden Versicherungsvereine Nova Versicherungsanstalt a. G. und der Vereinigten Lebensversicherungsanstalt a. G. für Handwerk, Handel und Gewerbe (Vela). Von 1914 bis 1934 war er deren Aufsichtsratsvorsitzender. Sie sind die Vorläufer der heutigen Signal-Iduna.
Johannes Hirsch wurde 1910 in die Hamburgische Bürgerschaft gewählt. Er schloss sich dort der Fraktion der Linken an. 1919 wurde Hirsch für die Reichspartei des deutschen Mittelstandes, die sich in Hamburg Wirtschaftspartei bzw. Wirtschaftliche Partei nannte, wieder gewählt. Von 1921 bis 1924 traten die Mitglieder der Wirtschaftlichen Partei in Hamburg als eigene Fraktion innerhalb der DVP auf. Hirsch wechselte 1924 zur DVP und war bis 1928 Mitglied der Bürgerschaft.
Am  5. April 1928 wurde Hirsch als Nachfolger von Max Schramm zum Präses der Baubehörde in den Senat gewählt, dem er bis zum 8. März 1933 angehörte.
Anlässlich seines 70. Geburtstages wurde die Bronzebüste im Gewerbehaus am 15. August 1931 enthüllt. Sie war von dem Bildhauer Hans Waetcke (1888–1968) geschaffen und vom Hamburger Gewerbeverein gestiftet worden, dessen Ehrenvorsitzender Johannes Hirsch war.
In seine Amtszeit fiel der Bau u. a. von 20 großen Schulen, der Ausbau des Waltershofer Hafengeländes, die Bebauung der südlichen Altstadt, der Bau der Grundbuchhalle als Erweiterung des Ziviljustizgebäudes (Architekt Fritz Schumacher), die Bebauung von Barmbek und der Veddel, das Krematorium in Ohlsdorf (Architekt Fritz Schumacher)
Die Handwerkskammer Hamburg würdigte Johannes Hirsch in ihrem Mitteilungsblatt Nord-Handwerk anlässlich seines 150. Geburtstages am 13. August 2011.

## Schriften
- Mein Leben. Drechslermeister, Hamburgischer Senator i.R. Lebenserinnerungen. Hamburg: Lührs, 1933 (115 Seiten)